# 10,000 Bullets
10,000 Bullets (ツキヨニサラバ, Tsukiyo ni Saraba) est un jeu vidéo de tir à la troisième personne développé par Blue Moon Studio et édité par Taito Corporation, sorti en 2005 sur PlayStation 2.

## Accueil
- Jeuxvideo.com : 9/20[1]